# Juegos Mundiales de los Pueblos Indígenas
Los Juegos Mundiales de los Pueblos Indígenas, son las competiciones realizadas por parte de los pueblos originarios del continente americano como una forma de manifestación y partición activa en el ámbito deportivo. La primera sede mundial es Palmas, en Tocantins, Brasil.
En los juegos participan alrededor de dos mil atletas de diversos países del mundo, principalmente de países americanos, asiáticos, africanos, de Oceanía. Es un evento donde se recuperan deportes similares en los pueblos originarios como canotaje, nado, carreras a campo abierto, lucha, lanzamiento, tiro con arco; así como deportes autóctonos brasileños donde compiten distintos grupos étnicos de Brasil. Estos juegos además de promover el deporte aumentan la aceptación de los nativos del país y etnias para conservar sus tradiciones.

## Historia

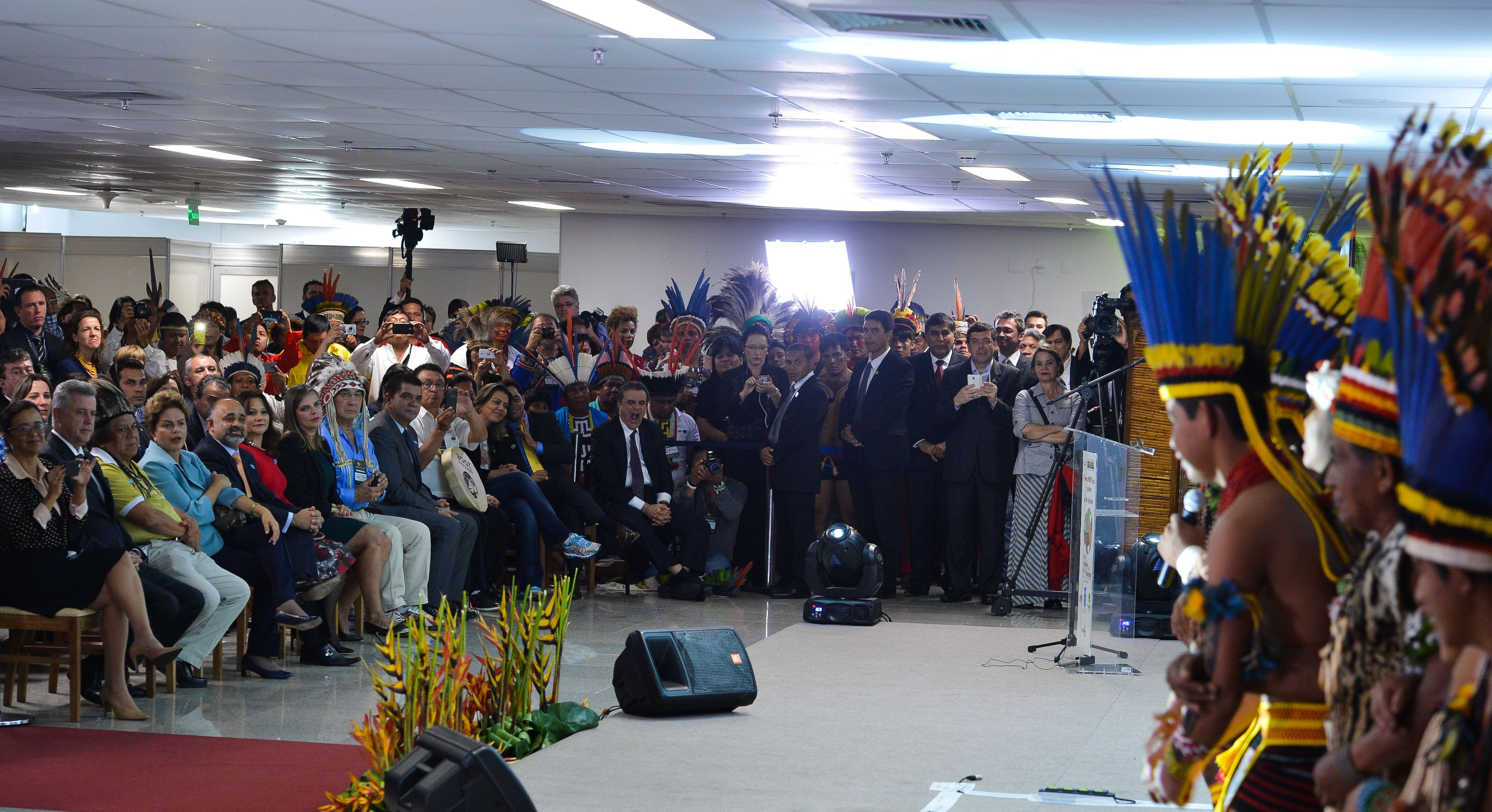
La presidenta Dilma Rousseff participa del lanzamiento nacional de la primera edición de los Juegos Mundiales de los Pueblos Indígenas (Valter Campanato/Agência Brasil)

El origen de los JMI surgió en 1980, como una propuesta de realización de las Olimpíadas Indígenas. En 1996, el entonces Ministro de los Deportes, Pelé, aprobó la iniciativa y promovió los Jogos dos Povos Indígenas, cuya primera edición fue disputada en Goiânia. 
En los XIII Juegos de los Pueblos Indígenas, en 2013, en Cuiabá, autoridades de 17 países con población indígena y 48 etnias brasileñas debatieron la creación de los Juegos Mundiales Indígenas. El evento fue lanzado oficialmente el 25 de junio de 2015, con una ceremonia en la ciudad de Brasília.
Finalmente se designó a Brasil como la primera sede del evento por ser el país donde surgió la iniciativa de organizar unas olimpiadas indígenas a nivel global, y a la ciudad de Palmas por ser una ciudad donde hay presencia de brasileños nativos; la cual tiene la iniciativa de mostrar una cultura deportiva distinta a los deportes oficiales que se realizan en otros eventos. 

### Edición 2015
"En la consideración a los compromisos adquiridos en Brasil y la sede de la ONU en Nueva York, basados en la realización de los 1º Juegos Mundiales de los Pueblos Indígenas – JMPI celebrados por primera vez en Brasil en 2015 a la que asistieron 2.300 personas indígenas de Brasil y 23 países, Por recomendación del Consejo Internacional de los Juegos Mundiales de los pueblos indígenas conformado por varios países y bajo el liderazgo de Brasil, cada dos años se llevará a cabo en cualquier país anfitrión de este evento mundial organizado por los líderes indígenas y con el apoyo del gobierno nacional, regional, local e instituciones privadas siempre que sea posible. Este es un evento de Iniciativa Indígena organizado con los sueños indígenas.

### Edición 2017
Por eso decidió que la sede de los “II Juegos Mundiales de los Pueblos Indígenas – II JMPI” para el año 2017, sea en Colombia que por motivos políticos y falta de apoyo del gobierno en turno no se llegó a realizar. Finalmente, los II JMPI se realizaron en territorio ancestral "Tratado 6 de territorio" (Treaty 6 territory) en la ciudad de Edmonton, estado de Alberta en Canadá. 

### Edición 2019
En la clausura de los II JMPI en Edmonton el Consejo Internacional de los Juegos Mundiales de los Pueblos Indígenas (CIJMPI) conformado por varios representantes y líderes en el área de juegos y deportes de pueblos indígenas y naciones originarias de cuatro continentes participantes, además del acompañamiento de funcionarios y representantes de gobiernos de los países participantes y bajo el liderazgo de Brasil a cargo de los hermanos Terena presentó a la delegación Colombiana y propuso para que sean los anfitriones y sede 2019 de los III Juegos Mundiales de Pueblos Indígenas. Lamentablemente los cambios políticos y nuevo gobierno en el país anfitrión no permitieron cumplir el compromiso asumido.  
Llegada la pandemia en 2020 apagaron la energía del movimiento mundial de juegos de pueblos indígenas hasta la fecha del presente 2024. Se están haciendo muchos esfuerzos para realizar los III JMPI que probablemente se realizaría una vez más en el país de origen Brasil.

### Críticas
Entre las críticas que recibe el evento es el gasto excesivo de los organizadores, los cuales pueden ser utilizados para cubrir las necesidades básicas de muchas comunidades indígenas en Brasil.

## Ediciones
| Año  | Evento                                       | Sede   | Sede    | Duración                        | Países | Deportes | Atletas | País ganador | País ganador |
| ---- | -------------------------------------------- | ------ | ------- | ------------------------------- | ------ | -------- | ------- | ------------ | ------------ |
| 2015 | I Juegos Mundiales de los Pueblos Indígenas  | Brasil | Palmas  | 23 de octubre al 3 de noviembre | 25     | 10       | 1513    |              |              |
| 2017 | II Juegos Mundiales de los Pueblos Indígenas | Canadá | Alberta | 1 de julio al 9 de julio        | 18     | 15       | 980     |              |              |

## Deportes
Los siguientes deportes son los oficiales en el calendario deportivo indígena.
| - Atletismo - Lucha - Fútbol - Canotaje - Deportes acuáticos - Natación en aguas abiertas | - Tiro de Cuerda - Lanzamiento de jabalina - Tiro con arco - Carrera a campo abierto (100 m) - Xikunahati |

### Países participantes
A continuación, los países participantes junto al código COI de cada uno:
| - Argentina (ARG) - Bolivia (BOL) - Brasil (BRA) - Canadá (CAN) - Chile (CHI) - Colombia (COL) - Ecuador (ECU) - Estados Unidos (USA) - Guatemala (GUA) - Guyana (GUY) - México (MEX) - Nicaragua (NIC) - Panamá (PAN) - Paraguay (PRY) - Perú (PER) - Uruguay (URY) - Venezuela (VEN) | - Rusia (RUS) - Mongolia (MNG) - Filipinas (PHI) | - Australia (AUS) - Nueva Zelanda (NZL) | - Etiopía (ETH) - República del Congo (COG) | - Francia (FRA) (Guyana Francesa) |